# Temporada de furacões no oceano Atlântico de 1963
A temporada de furacões no oceano Atlântico de 1963 apresentou um dos ciclones tropicais mais mortíferos já registados na bacia do Atlântico: o Furacão Flora. A temporada começou oficialmente em 15 de junho, e durou até 15 de novembro. Essas datas delimitam convencionalmente o período de cada ano em que a maioria dos ciclones tropicais se forma na bacia do Atlântico. Foi uma temporada em termos de tempestades tropicais, com um total de dez tempestades nomeadas. O primeiro sistema, uma tempestade tropical sem nome, desenvolveu-se nas Bahamas em 1 de junho. No final de julho, o furacão Arlene, desenvolveu-se entre Cabo Verde e as Pequenas Antilhas. A tempestade mais tarde impactou as Bermudas, onde ventos fortes resultaram em cerca de US $ 300.000 (1963 USD ) em danos. Outras tempestades, como os furacões Beulah e Debra, bem como uma tempestade tropical sem nome, não impactaram a terra. Durante o mês de setembro, a tempestade tropical Cindy causou danos causados pelo vento e inundações no Texas, deixando três mortes e aproximadamente US $ 12,5 milhões em danos. O furacão Edith passou pelas Pequenas Antilhas e pelas Grandes Antilhas orientais, causando 10 mortes e cerca de $ 43 milhões em danos, a maioria dos quais ocorreram na Martinica.
A tempestade mais significativa da temporada foi o furacão Flora, que atingiu o pico como uma furacão categoria 4 na escala de vento do furacão Saffir – Simpson. Flutuando lentamente e executando um ciclo ciclônico, Flora deixou cair chuvas muito fortes nas Grandes Antilhas, incluindo mais de 2,500 mm (100 in) em Cuba. Seguiram-se inundações extremas, deixando para trás pelo menos 7.193 fatalidades e cerca de $ 773,4 milhões em danos. Flora é, portanto, listado entre os furacões atlânticos mais mortíferos já registados. Em outubro, o furacão Ginny moveu-se erraticamente ao largo da costa sudeste dos Estados Unidos, embora, eventualmente, os remanescentes extratropicais tenham atingido a Nova Escócia. Ginny causou pelo menos três mortes e $ 400.000 em danos apenas nos Estados Unidos. O ciclone final, a tempestade tropical Helena, causou cinco mortes e mais de $ 500.000 em danos em Guadalupe. No geral, as tempestades nesta temporada causaram pelo menos 7.214 mortes e cerca de $ 833,8 milhões em danos.

## Resumo sazonal

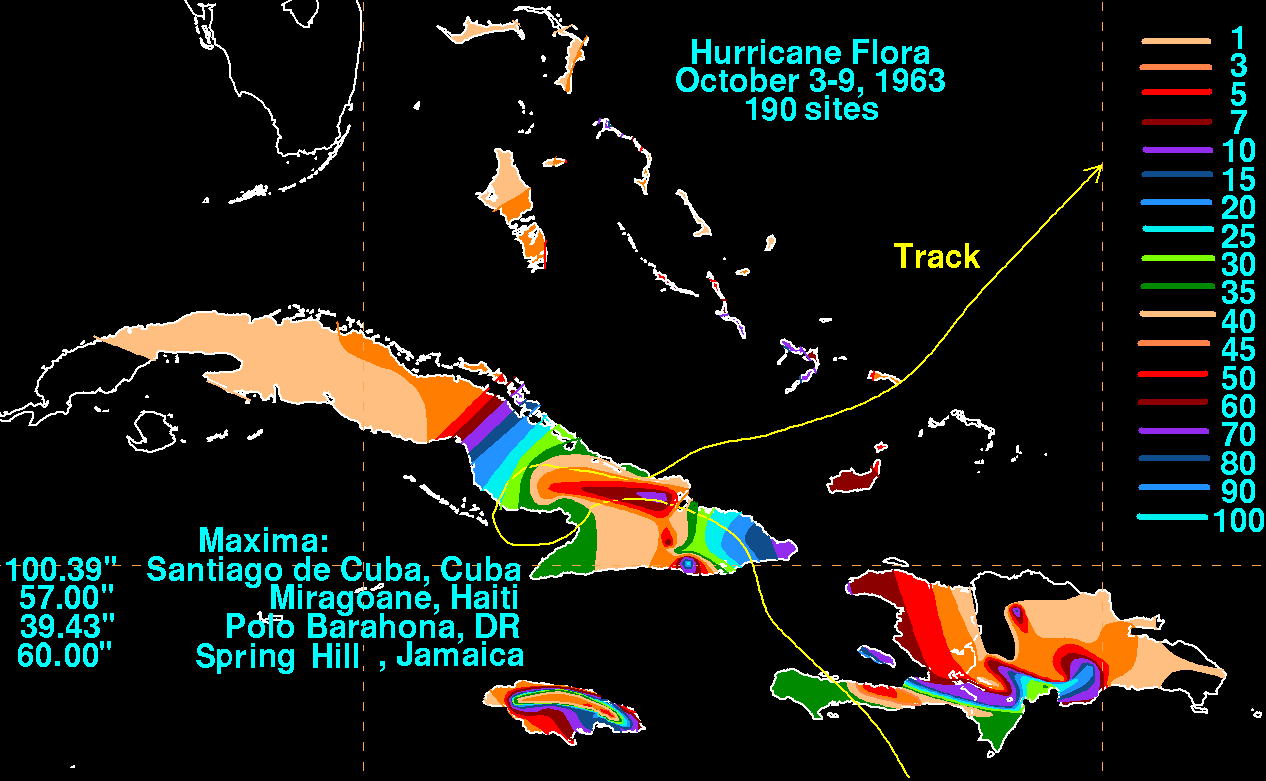
Total de chuvas nas Grandes Antilhas devido ao Furacão Flora

Em 1963 a temporada de furacões começou oficialmente em 15 de junho e terminou em 15 de novembro. Foi uma temporada média com dez tempestades tropicais, ligeiramente acima da média de 1950-2000 de 9,6 tempestades nomeadas. Sete deles alcançaram o status de furacão, que está acima da média de 1950-2000 de 5,9. Além disso, três tempestades alcançaram o status de furacão maior, que é categoria 3 ou superior na escala de vento do furacão Saffir – Simpson. No início da temporada, a atividade foi suprimida por um vale anormalmente intenso na costa leste dos Estados Unidos, bem como fortes ventos de oeste. Mais tarde, a formação de ciclones tropicais ocorreu com mais frequência depois que uma parte do vale enfraqueceu e o fluxo de leste aumentou em grande parte do Atlântico. :128 Os ciclones tropicais da temporada de furacões no oceano Atlântico de 1963 causaram coletivamente pelo menos 7.214 mortes e $ 833,8 milhões em danos.:128:6
A ciclogênese tropical começou cedo, uma tempestade tropical sem nome se desenvolvendo em 1 de junho. No entanto, a atividade cessou por quase dois meses, antes de Arlene se formar em 31 de julho. Outro sistema formado em agosto, o furacão Beulah. Setembro foi muito mais ativo, com Cindy, Debra, uma depressão tropical sem número.:270-271 Edith e Flora se desenvolveram naquele mês. Flora foi o ciclone tropical mais intenso da temporada, com pico como furacão categoria 4 com ventos de 240 km/h (150 mph) e uma pressão barométrica mínima de 933 mbar (27.6 inHg). Havia dois outros sistemas em outubro, o furacão Ginny e a tempestade tropical Helena; o último se dissipou em 30 de outubro.
A atividade da temporada foi refletida com uma classificação de energia ciclônica acumulada (ECA) acima da média de 113. ECA é, em termos gerais, uma medida da força do furacão multiplicada pela duração de sua existência, portanto, tempestades que duram muito tempo, assim como furacões particularmente fortes, têm ECAs altos. É calculado apenas para alertas completos sobre sistemas tropicais em ou superior a 39 mph (63 km/h), que é o limite para a intensidade da tempestade tropical.

## Sistemas

### Tempestade tropical Um
Perto do final de maio, um distúrbio tropical moveu-se para o norte do Panamá em direção ao Mar do Caribe ocidental. Em 31 de maio, um vale se moveu pelo leste de Cuba.:266 Em 1 de junho, uma depressão tropical se desenvolveu no oeste das Bahamas. Inicialmente, a depressão poderia ter sido um ciclone subtropical, devido a uma baixa de nível superior localizada sobre a circulação.:277 A depressão mudou-se para o nordeste e depois para o norte, intensificando-se em uma tempestade tropical em 2 de junho. Um dia depois, a tempestade atingiu ventos de pico de 97 km/h (60 mph); no mesmo dia, a tempestade atingiu o continente logo a oeste do Cabo Hatteras, na Carolina do Norte. Em 4 de junho, a tempestade enfraqueceu para uma depressão tropical enquanto continuava para noroeste através da Virgínia, Maryland e, finalmente, da Pensilvânia, onde a depressão degenerou em um vale.:270

O distúrbio provocou fortes chuvas em Cuba, atingindo 191 mm (7.50 in) em Santiago de Cuba.:266 A tempestade produziu fortes ventos ao longo da costa leste dos Estados Unidos, da Carolina do Norte a Maryland. Os ventos chegaram a 64 km/h (40 mph) em Ocean City, Maryland e 63 km/h (39 mph) em Norfolk, Virginia. Esta última cidade registou 174 mm (6.87 in) de chuva em um período de 24 horas, estabelecendo um recorde diário de chuva para o local.:269 Chuvas fortes atingiram o extremo norte de Washington, DC:427

### Furacão Arlene
Uma onda tropical evoluiu para uma depressão tropical às 18:00 UTC em 31 de julho, estando localizado a meio caminho entre as Pequenas Antilhas e Cabo Verde. :169 Dirigiu-se para o oeste, tornando-se a tempestade tropical Arlene em 2 de agosto. Pouco tempo depois, Arlene virou para o nordeste e contornou as Pequenas Antilhas. Por volta das 00:00 UTC em 5 de agosto, Arlene enfraqueceu de volta para uma depressão tropical.  Com base em dados de navios e voos de aeronaves de reconhecimento incapazes de localizar uma circulação, Arlene degenerou em uma depressão em cerca de 24 horas mais tarde.:173 Observações de navios indicaram que o sistema voltou a ser uma depressão tropical no início de 7 de agosto.:174 Várias horas depois, Arlene se tornou uma tempestade tropical novamente. Ao fazer uma curva para o nordeste em 8 de agosto, o ciclone se intensificou em um furacão.

Arlene intensificou-se ainda mais em 9 de agosto e era um furacão de categoria forte 2 quando atingiu as Bermudas com ventos de 180 km/h (110 mph) às 15:30 UTC. Pouco tempo depois, o sistema se tornou uma furacão categoria 3 e culminou com ventos de 185 km/h (115 mph). Arlene enfraqueceu e perdeu características tropicais à medida que continuou para o nordeste, tornando-se extratropical no início de 11 de agosto cerca de 480 km (300 mi) sudeste de Cabo Race, Terra Nova. Os remanescentes extratropicais viraram para leste-sudeste e persistiram por alguns dias, até se dissiparem ao norte da Madeira em 14 de agosto. Vários alertas e alertas de furacão foram emitidos para as Ilhas Sotavento; no entanto, nenhum dano foi relatado em qualquer uma das ilhas.:130 A tempestade teve seu maior impacto nas Bermudas, onde ventos fortes e chuvas quase recorde de 154 mm (6.05 in) derrubaram árvores, linhas de energia e causaram inundações.:130 Os danos em toda a ilha totalizaram US $ 300.000.

### Furacão Beulah
Uma onda tropical emergiu no Atlântico da costa oeste da África em 11 de agosto.:182 O sistema se organizou em uma depressão tropical no início de 20 de agosto a cerca de 870 km (540 mi) nordeste de Caiena, Guiana Francesa. Em 21 de agosto, a depressão intensificou-se na tempestade tropical Beulah enquanto se movia para o noroeste.  Mais tarde naquele dia, o primeiro voo da aeronave de reconhecimento na tempestade observou ventos de 52 mph (84 km/h).:130 Com base em outro voo de reconhecimento em 22 de agosto observando uma pressão barométrica de 977 mbar (28.9 inHg), Beulah se intensificou em um furacão por volta das 18:00 UTC.:186 A tempestade se intensificou em uma furacão categoria 3 no início de 24 de agosto, momento em que Beulah atingiu o seu pico de intensidade com ventos máximos sustentados de 190 km/h (120 mph) e uma pressão barométrica mínima de 958 mbar (28.3 inHg).  Imagens de radar representaram um olho elíptico com um diâmetro de 32 to 48 km (20 to 30 mi).:131

No início de 25 de agosto, Beulah enfraqueceu significativamente devido às condições desfavoráveis causadas por um anticiclone ao sul, :131 caindo para a intensidade de categoria 1. Depois de nivelar com ventos sustentados de 130 km/h (80 mph) várias horas depois, Beulah manteve essa intensidade pelos próximos dias.  No início de 26 de agosto, o furacão virou para nordeste sob a influência de um vale de nível superior ao largo da costa leste dos Estados Unidos.:131 Às 00:00 UTC em 28 de agosto, o furacão fez a transição para um ciclone extratropical cerca de 378 km (235 mi) leste-sudeste de Cape Race, Newfoundland. A baixa extratropical acabou se voltando para o leste, em direção à Europa ocidental. Os remanescentes então se moveram de forma irregular, atingindo a Irlanda, o Reino Unido duas vezes e a França antes de entrar no Mar do Norte. Em 8 de setembro, os remanescentes finalmente se dissiparam ao norte de Jan Mayen. 

### Furacão Quatro
Já em 8 de setembro, os navios ao norte de Porto Rico relataram uma circulação fraca. À deriva para o norte,:131 o sistema desenvolveu-se em depressão tropical por volta das 12:00 UTC em 9 de setembro, embora situado a cerca de 571 km (355 mi) nordeste das Ilhas Turcas e Caicos.  O ciclone era de natureza subtropical, alimentado tanto pelo calor latente quanto pela instabilidade das massas de ar frio e quente contrastantes. Ao passar pelas Bermudas no final de 10 de setembro, velocidades de vento sustentadas de 25 mph (40 km/h) e diminuição da pressão barométrica.:131 O sistema moveu-se para leste-nordeste e fortaleceu-se em uma tempestade tropical no final de 10 de setembro. O ciclone se intensificou ainda mais e atingiu o status de furacão no início de 12 de setembro, com pico com ventos sustentados máximos de 130 km/h (80 mph) e uma pressão barométrica mínima de 990 mbar (29 inHg).  Por volta dessa época, o Freiburg observou ventos de 78 mph (126 km/h).:131 Depois disso, o sistema enfraqueceu para uma tempestade tropical de cerca de 24 horas depois e acelerou para o nordeste à frente de uma frente fria. Por volta das 12:00 UTC em 14 de setembro,  a tempestade foi absorvida por um grande ciclone extratropical enquanto estava localizado a cerca de 1,167 km (725 mi) norte-noroeste da Ilha do Corvo nos Açores.:198

### Tempestade tropical Cindy
Em meados de setembro, um vale de baixa pressão situou-se no Golfo do México.:131 O sistema se desenvolveu na tempestade tropical Cindy às 12:00 UTC em 16 de setembro, embora localizado a cerca de 340 km (210 mi) ao sul de Cameron, Louisiana. Cindy fortaleceu-se enquanto se movia para o norte-noroeste. Por volta dessa época, a tempestade atingiu seu pico de intensidade com ventos máximos de 105 km/h (65 mph) e uma pressão mínima de 996 mbar (29.4 inHg). Por volta das 14:00 UTC em 17 de setembro, Cindy atingiu a costa perto de High Island, Texas, naquela intensidade. Após o desembarque, Cindy enfraqueceu para uma depressão tropical em cerca de 22 horas. Virando para sudoeste, a depressão se dissipou perto de Alice, Texas, às 00:00 UTC em 20 de setembro. 

No sudoeste da Louisiana, mais de 380 mm (15 in) de chuva caiu em algumas áreas. As lavouras de arroz foram inundadas, causando cerca de US $ 360.000 em danos. No entanto, a precipitação foi descrita como mais benéfica do que prejudicial.:132 Ao longo da costa, as marés inundaram as estradas que levavam a Cameron e Holly Beach. Um homem se afogou na costa de Cameron enquanto evacuava de uma plataforma de petróleo. A tempestade trouxe inundações para o sudeste do Texas, particularmente em e ao redor de Port Arthur. Duas pessoas morreram afogadas na área de Port Acres. Água entrou em 4.000 casas nos condados de Jefferson, Newton e Orange.:132 Em Oklahoma, as inundações em Guthrie levaram 300 moradores para fugir de suas casas; água intrometeu-se em 25 empresas e 35 casas. No geral, Cindy gerou cerca de US $ 12,5 milhões em danos, dos quais $ 11,7 milhões resultaram de danos materiais.:132

### Furacão Debra
Em 19 de setembro, uma onda tropical movendo-se para o oeste tornou-se uma depressão tropical de cerca de 1,400 km (900 mi) leste das ilhas mais a sudoeste de Cabo Verde. :132 A depressão moveu-se para noroeste e fortaleceu-se na tempestade tropical Debra no dia seguinte. Apesar da intensidade do sistema no momento,  um vôo de aviões de reconhecimento observou no radar um olho em 20 de setembro.:132 No dia seguinte, Debra fez uma curva para o norte e se intensificou em um furacão por volta das 18:00 UTC. O ciclone atingiu o pico com ventos máximos sustentados de 121 km/h (75 mph) e uma pressão barométrica mínima de 999 mbar (29.5 inHg). Debra logo começou a enfraquecer e caiu para o status de tempestade tropical no final de 22 de setembro O sistema continuou enfraquecendo e se dissipando no final de 24 de setembro, estando localizado a cerca de meio caminho entre as Bermudas e a Ilha das Flores, nos Açores. 

### Depressão tropical de setembro
Uma onda tropical ou vale de baixa pressão desenvolveu-se em uma depressão tropical na Baía de Campeche em 23 de setembro A depressão permaneceu quase estacionária devido a um limite frontal sobre o norte do Golfo do México. Em 26 de setembro, a depressão atingiu a costa oeste da Península de Yucatán e ressurgiu na Baía de Campeche no dia seguinte. Navios próximos à área relataram pressões barométricas de menos de 1,005 mbar (29.7 inHg) mas não ventos com força de vendaval. Não se sabe se a depressão continuou sendo um ciclone tropical após 27 de setembro, embora possa ter se tornado um ciclone subtropical em 28 de setembro Os resquícios da depressão tornaram-se extratropicais e moveram-se rapidamente para o nordeste, cruzando a Flórida em 29 de setembro e, em seguida, dissipando-se na costa do nordeste dos Estados Unidos em 1 de outubro.:270 and 271

### Furacão Edith
Uma perturbação da Zona de Convergência Intertropical (ITCZ) desenvolveu-se em uma depressão tropical enquanto a leste das Ilhas de Barlavento em 23 de setembro. :1 A depressão se intensificou na tempestade tropical Edith no dia seguinte. Várias horas depois, Edith se intensificou em um furacão. Por volta das 00:00 UTC em 25 de setembro, o ciclone se tornou uma furacão categoria 2 ao norte de Barbados e culminou com ventos de 160 km/h (100 mph). Sete horas depois, Edith atingiu Santa Lúcia com a mesma intensidade. A tempestade atravessou o leste do Mar do Caribe e se transformou em uma tempestade tropical no início de 26 de setembro Edith então virou para o noroeste e brevemente se tornou um furacão novamente, mas enfraqueceu para uma tempestade tropical antes de atingir a costa perto de La Romana, República Dominicana, às 10:00 UTC no dia seguinte.  interação com a terra e um vale de nível superior fez com que Edith enfraquecesse consideravelmente antes de emergir no Atlântico em 28 de setembro.:133 Várias horas depois, Edith atingiu Providenciales nas Ilhas Turks e Caicos como uma tempestade tropical. A tempestade enfraqueceu para uma depressão tropical e se tornou extratropical logo a leste das Bahamas em 29 de setembro. A baixa extratropical foi logo absorvida por um sistema extratropical que se desenvolveu ao largo da costa leste dos Estados Unidos.:219

Na Martinica, uma rajada de vento de 127 mph (204 km/h) foi observada no aeroporto de Le Lamentin ; marés cerca de 8 ft (2.4 m) acima do normal e chuvas fortes impactaram a ilha. Em toda a ilha, cerca de 6.000 casas foram demolidas e 13.000 outros foram gravemente afetados. :1 A agricultura sofreu significativamente, com bananas e outras culturas alimentares destruídas, enquanto a cana-de-açúcar sofreu danos significativos. Ventos até 80 mph (130 km/h) causou danos significativos na Dominica e os fortes ventos em Santa Lúcia arruinaram cerca de metade da safra de banana da ilha.:133 Em Porto Rico, a tempestade trouxe fortes chuvas no canto sudoeste da ilha e marés anormalmente altas na costa sul. Várias propriedades à beira-mar foram seriamente danificadas, principalmente no município de Salinas. No geral, Edith causou 10 mortes, todas na Martinica, e aproximadamente $ 46,6 milhões em danos.:128 and 133

### Furacão Flora
Uma onda tropical desenvolveu-se em uma depressão tropical bem a leste das Pequenas Antilhas às 12:00 UTC em 28 de setembro.:223 Cerca de 24 horas depois, a depressão fortaleceu-se em Flora da Tempestade Tropical. O ciclone se intensificou em uma furacão categoria 1 no início de 29 de setembro e se tornou uma furacão categoria 2 antes de atingir Tobago várias horas depois. Flora continuou na direção oeste-noroeste para o Caribe e se intensificou em uma furacão categoria 3 no início de 2 de outubro e se tornou uma categoria 4 cerca de 24 horas mais tarde. Às 18:00 UTC em 3 de outubro, Flora atingiu o pico com ventos de 240 km/h (150 mph). Na manhã seguinte, o furacão atingiu o sudoeste do Haiti com a mesma intensidade. Flora ressurgiu no Caribe várias horas depois como uma furacão categoria 3. No final de 4 de outubro, o ciclone atingiu a costa perto de San Antonio del Sur, Cuba, com ventos de 190 km/h (120 mph). Uma crista ao norte fez com que Flora parasse e se movesse erraticamente sobre o leste de Cuba por quatro dias. Flora enfraqueceu lentamente sobre a terra, caindo para uma furacão categoria 1 em 5 de outubro, mas reforçado em uma categoria 2 depois de emergir brevemente no Golfo de Guacanayabo. Flora enfraqueceu com uma tempestade tropical no final de 7 de outubro, cerca de 24 horas antes de emergir no Atlântico. No entanto, Flora rapidamente fortaleceu-se novamente em uma furacão categoria 2 e passagem pelo sudeste das Bahamas no início de 9 de outubro Depois disso, a Flora continuou em direção ao nordeste e gradualmente enfraqueceu, caindo para a categoria 1 intensidade em 11 de outubro Flora perdeu gradualmente a convecção e tornou-se extratropical em 12 de outubro enquanto localizava 270 mi (430 km) leste-sudeste de Cape Race, Terra Nova.  Os remanescentes extratropicais continuaram na direção norte-nordeste até que um ciclone extratropical maior os absorveu na costa da Groenlândia em 17 de outubro.:239

Em Trinidad e Tobago, as marés anormalmente altas viraram seis navios no porto de Scarborough enquanto os fortes ventos causaram efeitos graves nas plantações de coco, banana e cacau, com 50% dos coqueiros destruídos e 11% gravemente danificados. Cerca de 2.750 casas foram destruídas, enquanto 3.500 outros foram impactados. O furacão matou 24 pessoas e resultou em $ 30,1 milhões de danos. :9 Seis mortes por afogamento adicionais ocorreram em Granada. O movimento lento da tempestade resultou em totais recordes de precipitação para as Grandes Antilhas. Na República Dominicana, mais de 3,800 sq mi (9,800 km2)   de terreno inundado. Pontes e estradas foram significativamente danificadas, com muitas estradas deixadas intransitáveis por vários meses. O furacão causou cerca de US $ 60 milhões em danos e mais de 400 mortes.:134 No Haiti, inundações repentinas varreram grandes seções de várias cidades, enquanto deslizamentos de terra soterraram cidades inteiras. :4 Na maioria das áreas, as plantações foram totalmente destruídas.:134 Além disso, a combinação de ondas fortes e ventos fortes destruiu três comunidades inteiras. Cerca de 3.500 pessoas foram confirmadas como mortas e danificadas em US $ 125 milhões e $ 180 milhão.:134 Em Cuba, a tempestade caiu 2,550 mm (100.39 in) de precipitação em Santiago de Cuba. Quase todas as safras no sudeste de Cuba foram afetadas por fortes ventos e inundações. Muitos cidadãos ficaram presos no topo de suas casas. Várias casas inteiras foram varridas pela inundação e muitas estradas e pontes foram destruídas, resultando em grandes interrupções nas comunicações. Em todo o país, o furacão destruiu cerca de 30.000 moradias.:6 Flora deixou pelo menos 1.750 fatalidades e $ 500 milhões em danos em Cuba.:135:6 Na Jamaica, a tempestade produziu até 1,500 mm (60 in) de precipitação em Spring Hill.:136 Flora foi atribuída a 11 mortes e cerca de US $ 11,9 milhões em danos na ilha.:135 Nas Bahamas, a tempestade deixou danos a plantações, propriedades e estradas que ultrapassaram US $ 1,5 milhões em danos, enquanto uma pessoa se afogou.:136 No geral, o furacão Flora causou pelo menos 7.193 mortes e mais de $ 783,4 milhões em danos.:135:6

### Furacão Ginny
No final de 17 de outubro,  uma depressão tropical formada perto das Ilhas Turcas e Caicos a partir da interação de um vale e uma onda tropical, embora o sistema não fosse muito tropical devido ao ar frio.:136 :32 A depressão intensificou-se para a tempestade tropical Ginny no início de 19 de outubro No dia seguinte, Ginny atingiu o status de furacão,  e se aproximou da Carolina do Norte antes de fazer uma curva para o sudoeste devido a uma crista sobre a Nova Inglaterra. Em 22 de outubro, Ginny cruzou a Corrente do Golfo e se intensificou, desenvolvendo um olho.:136:32 À frente de um vale que avançava, Ginny virou bruscamente para o norte e depois para o nordeste, paralelamente à costa do sudeste dos Estados Unidos. Por oito dias, a tempestade estava dentro de 400 km (250 mi) da costa dos Estados Unidos. Movendo-se mais longe da costa, Ginny gradualmente se intensificou e atingiu o pico com ventos máximos sustentados de 180 km/h (110 mph) no final de 28 de outubro Mais tarde naquele dia, Ginny aterrissou no condado de Yarmouth, Nova Escócia, pouco antes de se tornar extratropical. Seus remanescentes se dissiparam em 30 de outubro sobre o Golfo de São Lourenço. 

No início de sua existência, Ginny derrubou fortes chuvas na República Dominicana e nas Bahamas.  Na Flórida e na Geórgia, Ginny produziu marés acima do normal que causaram danos menores e erosão da praia.:137 As chuvas foram benéficas na Carolina do Sul, e na Carolina do Norte, as marés altas causaram pequenas inundações e destruíram uma casa. Em Massachusetts, rajadas de vento atingiram 76 mph (122 km/h) em Nantucket,:137 e 1.000 casas perderam energia em Chatham. Ginny foi o último furacão registado a afetar o Maine durante um ano. :14 Durante sua passagem, a tempestade trouxe um influxo de ar frio que produziu até 4 ft (1.2 m) de neve no norte do Maine, matando duas pessoas. No mar, muitos barcos foram danificados ou arrancados de suas amarras; uma pessoa morreu de ataque cardíaco ao tentar resgatar seu barco. Os danos causados por Ginny nos Estados Unidos foram estimados em US $ 400.000.:138 No Canadá, ventos fortes derrubaram árvores e causaram quedas de energia, deixando toda a Ilha do Príncipe Eduardo sem energia.

### Tempestade tropical Helena
Uma onda tropical acompanhada por uma grande área de convecção moveu-se para o oeste no final de outubro.:138 Em 25 de outubro, a onda gerou uma depressão tropical,  base em relatórios de navios e voos de reconhecimento de ventos de sudoeste e chuvas fortes. Embora mal definido,:138 o sistema gradualmente se intensificou e tornou-se a Tempestade Tropical Helena. No final de 26 de outubro, Helena entrou no Caribe depois de passar entre Dominica e Guadalupe. A tempestade atingiu ventos de pico de 80 km/h (50 mph) em 27 de outubro. Seu movimento lento e errático e a falha em se intensificar foi devido a uma depressão fraca em toda a região. No início de 28 de outubro, Helena atingiu Antigua com a mesma intensidade.  Por volta dessa época, a tempestade desenvolveu uma intensa faixa de chuva que produziu ventos de 58 mph (93 km/h), medido por aeronaves de reconhecimento entre Dominica e Guadalupe.:138 No entanto, Helena reemergiu no Atlântico e enfraqueceu para uma depressão tropical em 29 de outubro e dissipou-se no dia seguinte. 

A ameaça de Helena levou o San Juan Weather Bureau a emitir um alerta de furacão e, posteriormente, avisos de vendaval para partes das Pequenas Antilhas. Na Guadalupe, a tempestade deixou 500 pessoas desabrigadas, mataram 5 pessoas, e gravemente feridos 14 outras. Vários barcos foram seriamente danificados ou afundaram. Os danos foram estimados em $ 500.000.:138

## Nomes de tempestade
Os nomes a seguir foram usados para tempestades nomeadas (tempestades tropicais e furacões) que se formaram no Atlântico Norte em 1963. Tempestades foram chamadas de Ginny e Helena pela primeira vez em 1963. O nome Flora foi aposentado mais tarde. Os nomes que não foram atribuídos são marcados em cinzento.
| - Arlene - Beulah - Cindy - Debra - Edith - Flora - Ginny | - Helena - Irene (sem usar) - Janice (sem usar) - Kristy (sem usar) - Laura (sem usar) - Margo (sem usar) - Nona (sem usar) | - Orchid (sem usar) - Portia (sem usar) - Rachel (sem usar) - Sandra (sem usar) - Terese (sem usar) - Verna (sem usar) - Wallis (sem usar) |

## Efeitos sazonais
A tabela a seguir lista todas as tempestades que se formaram na temporada de furacões no oceano Atlântico de 1963. Inclui sua duração, nomes, ocorrência (s) (entre parênteses), danos e totais de mortes. As mortes entre parênteses são adicionais e indiretas (um exemplo de morte indireta seria um acidente de trânsito), mas ainda estavam relacionadas a essa tempestade. Danos e mortes incluem totais enquanto a tempestade era extratropical, uma onda ou uma baixa, e todos os números de danos são em USD de 1963.
| Escala de Furacões de Saffir-Simpson |    |    |   |   |   |   |   |
| DT                                   | TS | TT | 1 | 2 | 3 | 4 | 5 |

| Um                    | 1 de junho – 4              | Tempestade tropical | 95 (60)      | 1000 | Bahamas, Carolina do Norte, Médio Atlântico | Desconhecido   | Nenhum |  |
| Arlene                | 31 de julho – agosto 11     | Furacão categoria 3 | 185 (115)    | 969  | Pequenas Antilhas, Bermuda | $300,000       | Nenhum |  |
| Beulah                | 20 de agosto – 27           | Furacão categoria 3 | 195 (120)    | 958  | Ilhas Britânicas, França | Nenhum         | Nenhum |  |
| Quatro                | 9 de setembro – 14          | Furacão categoria 1 | 140 (80)     | 990  | Bermuda | Nenhum         | Nenhum |  |
| Cindy                 | 16 de setembro – 20         | Tempestade tropical | 100 (65)     | 996  | Texas, Louisiana | $12.5 milhões  | 3      |  |
| Debra                 | 19 de setembro – 24         | Furacão categoria 1 | 120 (75)     | 999  | Nenhum | Nenhum         | Nenhum |  |
| Unnumbered            | 23 de setembro – 27         | Depressão tropical  | Desconhecido | 1005 | Mexico | Nenhum         | Nenhum |  |
| Edith                 | 23 de setembro – 29         | Furacão categoria 2 | 155 (100)    | 990  | Pequenas Antilhas, Porto Rico, Hispaniola, Ilhas Turcas e Caicos, Bahamas                                                                                                | $46.6 milhões  | 10     |  |
| Flora                 | 28 de setembro – outubro 11 | Furacão categoria 4 | 240 (150)    | 933  | Pequenas Antilhas, Ilhas Sotavento, Venezuela, Porto Rico, Ilha de São Domingos, Jamaica, Cuba, Bahamas, Ilhas Turcas e Caicos, Bermuda, Províncias atlânticas do Canadá | $773.4 milhões | 7,193  |  |
| Ginny                 | 17 de outubro – 29          | Furacão categoria 2 | 175 (110)    | 948  | Ilha de São Domingos, Ilhas Turcas e Caicos, Bahamas, Costa Leste dos Estados Unidos, Províncias atlânticas do Canadá                                                    | $500,000       | 3      |  |
| Helena                | 25 de outubro – 30          | Tempestade tropical | 85 (50)      | 1002 | Pequenas Antilhas | $500,000       | 5      |  |
| Agregado da temporada |                             |                     |              |      | |                |        |  |
| 11 sistemas           | 1 de junho – outubro 30     |                     | 240 (150)    | 933  | | $833.8 milhões | 7,214  |  |